# Серьёзные вариации
Серьёзные вариации (фр. Variations sérieuses), соч. 54 — произведение Феликса Мендельсона для фортепиано соло, состоящее из темы (ре минор), 17 вариаций на неё и коды. Композиция была завершена 4 июня 1841 года. Средняя продолжительность пьесы составляет около десяти минут.

## История
Произведение было написано в рамках кампании по сбору средств на возведение бронзовой статуи Людвига ван Бетховена в его родном городе Бонне. Издатель Пьетро Мечетти попросил Мендельсона внести свой вклад в «Альбом Бетховена», опубликованный в январе 1842 года, в который также вошли произведения Листа, Шопена, Шумана, Мошелеса и других композиторов.
Многие вариации требуют виртуозной техники исполнения. Друг Мендельсона Игнац Мошелес заявил: «Я снова и снова играю «Серьёзные вариации», каждый раз наслаждаясь их красотой». О произведении также хорошо отзывался Ферруччо Бузони. Композиция была записана многими пианистами, в том числе Владимиром Горовицем, Святославом Рихтером и Владимиром Софроницким.

## Структура
1. Тема: Andante sostenuto
2. Вариация 1
3. Вариация 2: Un poco più animato
4. Вариация 3: Più animato
5. Вариация 4
6. Вариация 5: Agitato
7. Вариация 6: A tempo
8. Вариация 7: Con fuoco
9. Вариация 8: Allegro vivace
10. Вариация 9
11. Вариация 10: Moderato
12. Вариация 11: Cantabile
13. Вариация 12: Tempo del Tema
14. Вариация 13: Sempre assai leggiero
15. Вариация 14: Adagio
16. Вариация 15: Poco a poco più agitato
17. Вариация 16: Allegro vivace
18. Вариация 17
19. Кода: Presto

Известно, что Мендельсон написал три цикла фортепианных вариаций, но только этот был опубликован при его жизни.